# Метсола, Юха
Ю́ха Антеро Ме́тсола (фин. Juha Antero Metsola; род. 24 февраля 1989 года, Тампере, Финляндия) — финский хоккеист, вратарь клуба «Таппара». Воспитанник клуба «Ильвес». Занимает второе место среди всех вратарей не из России по количеству побед в матчах КХЛ (149).

## Игровая карьера
Профессиональную карьеру в СМ-Лиге начал в 16 лет в составе родного клуба. Регулярно выступал за юниорскую и молодёжную сборные Суоми - и хоть медалей он так и не выиграл, на двух чемпионатах мира становился лучшим вратарём турнира по коэффициенту надёжности.
В возрасте 17 лет отправился покорять Северную Америку, где присоединился к клубу WHL «Летбридж Харрикейнз». Данным клубом Юха был задрафтован под номером 25 в первом раунде. Во многом благодаря финскому вратарю «Летбридж» вскоре добьётся необычайно высокого для себя места и дойдёт до финала WHL, где уступит только лучшей юниорской команде Канады сезона 2007/08 - «Спокан Чифс». Однако следующий год вышел для «Летбриджа» менее удачным и после него Метсола, желавший повысить уровень игры, возвращается на родину.
Перед сезоном 2009/10 он становится вторым вратарём финского ХПК, где, хоть и не получая много игрового времени, Юха становится серебряным призёром финской СМ-Лиги. В следующем сезоне, несмотря на высокий уровень игры, Метсола остаётся запасным голкипером ХПК и получает меньше игрового времени, чем ему хотелось бы. Перед сезоном 2011/12 он переходит в «Таппару», где ему предстоит делить место основного голкипера с Яни Ниеминеном.
В дебютном сезоне Юха показывает уровень игры выше, чем у своего партнёра, однако полноценным «первым номером» он становится только после ухода Ниеминена. Сезон 2012/13 становится для Метсолы первым в качестве основного голкипера взрослой команды. И получается у него весьма неплохо - с «Таппарой» он доходит до финала СМ-Лиги.
На следующий год ситуация повторилась: Метсола снова довёл «Таппару» до финала финского чемпионата, где в семи встречах его команда всё-таки уступилп. Он вновь довольствуется лишь серебром. Сезон 2014/15 стал лучшим в его карьере: Юха безоговорочно основной голкипер «Таппары», с ней он становится лучшим вратарём по проценту отражённых бросков, завоёвывает престижный приз — «Урпо Илонен Эворд», попадает в символическую сборную СМ-Лиги. Для полного счастья не хватило только победы в финале — его «Таппара» вновь проиграла финал в семи встречах.
В июле 2015 года стало известно, что Метсола продолжит карьеру в хабаровском «Амуре», выступающем в КХЛ. 27 августа 2015 года провел первую официальную игру за хабаровский клуб, в котором его команда победила по буллитам «Медвешчак» (3:2), а уже в следующей игре со «Слованом» отстоял «на 0», чем помог своей команде победить (1:0).
В марте 2016 года подписал новый контракт с «Амуром» сроком на 1 год, а затем продлил его ещё на год. Благодаря его отличной игре «Амур» спустя 6 сезонов попал в плей-офф. Все три сезона выступлений за «Амур» был основным голкипером команды.
В феврале 2018 года был включён в составе сборной Финляндии на Олимпийских играх в Пхёнчхане. На лёд не выходил, основным вратарём финнов, проигравших в 1/4 финала Канаде (0:1), был Микко Коскинен.
1 мая 2018 года подписал контракт с «Салаватом Юлаевым».
4 марта 2022 года ХК «Салават Юлаев» сделал заявление о том, что Юха покидает клуб. Контракт расторгнут по обоюдному соглашению сторон.
В июне 2022 года подписал контракт со швейцарским клубом «Клотен».
В мае 2024 года подписал двухлетний контракт с финским клубом «Таппара».
По состоянию на 1.05.2018
| Год       | Команда       | Лига                           | Игры | Процент отраженных бросков |
| --------- | ------------- | ------------------------------ | ---- | -------------------------- |
| 2009-2011 | ХПК           | СМ-Регулярный чемпионат        | 13   | -                          |
| 2011-2012 | Таппара       | СМ-Регулярный чемпионат        | 26   | 92.5%                      |
| 2012-2013 | Таппара       | СМ-Регулярный чемпионат        | 46   | 93%                        |
| 2013      | Таппара       | СМ-Плей-офф                    | 15   | 94.1%                      |
| 2013-2014 | Таппара       | СМ-Регулярный чемпионат        | 56   | 92.6%                      |
| 2014      | Таппара       | СМ-Плей-офф                    | 20   | 92.8%                      |
| 2014-2015 | Таппара       | СМ-Регулярный чемпионат        | 57   | 93.6%                      |
| 2015      | Таппара       | СМ-Плей-офф                    | 20   | 92.4%                      |
| 2015-2016 | Амур          | Континентальная Хоккейная Лига | 44   | 92.3%                      |
| 2016-2017 | Амур          | Континентальная Хоккейная Лига | 54   | 93.3%                      |
| 2017-2018 | Амур          | Континентальная Хоккейная Лига | 52   | 92.3%                      |
| 2018      | Амур          | Плей-офф Кубка Гагарина 2018   | 5    | 93%                        |
| 2018/2019 | Салават Юлаев | Плей-офф Кубка Гагарина 2019   | 14   | 97.6%                      |

## Достижения
- Победитель второго молодёжного дивизиона СМ-Лиги: 2005/06.
- Финалист WHL: 2007/08.
- Четырехкратный серебряный призёр СМ-Лиги: 2009/10, 2012/13, 2013/14, 2014/15.
- Лучший вратарь СМ-Лиги: 2014/15.
- Лучший вратарь КХЛ: 2018/19.

## Личная жизнь
Юха женат с 2013 года, воспитывает совместно с женой 3 детей, двух дочерей Маллу-Александру (род.2015) и Милю-Йозефину (род 2017 ). . В 2020 г Юха в третий раз стал отцом – родился мальчик.